# Lussan-Adeilhac
Lussan-Adeilhac is een gemeente in het Franse departement Haute-Garonne (regio Occitanie) en telt 197 inwoners (2004). De plaats maakt deel uit van het arrondissement Muret.

## Geografie
De oppervlakte van Lussan-Adeilhac bedraagt 12,3 km², de bevolkingsdichtheid is 16,0 inwoners per km².
De onderstaande kaart toont de ligging van Lussan-Adeilhac met de belangrijkste infrastructuur en aangrenzende gemeenten.

## Demografie
Onderstaande figuur toont het verloop van het inwonertal (bron: INSEE-tellingen).